# Dittmannsdorf (Olbernhau)
Dittmannsdorf ist ein Ortsteil der sächsischen Stadt Olbernhau im Erzgebirgskreis.

## Geografie

### Lage
Das Waldhufendorf Dittmannsdorf liegt etwa 3,5 Kilometer westsüdwestlich von Sayda im Erzgebirge. Die Ortslage erstreckt sich über etwa 1,5 Kilometer im Tal der Biela, einem nach Südwesten der Flöha zufließendem Bach. Am östlichen Ortsende liegt der 1824–26 errichtete Dittmannsdorfer Teich.
Durch den Ort führt die Bundesstraße 171 Olbernhau–Sayda.

### Nachbarorte
| Dörnthal  |                                             | Ullersdorf  |
| Pfaffroda | Kompassrose, die auf Nachbargemeinden zeigt |             |
| Schönfeld |                                             | Heidersdorf |

## Geschichte
Die erste gesicherte Erwähnung des Ortes datiert vom 17. Juli 1438 als Dytmannsdorf in einer Urkunde, in der Adelheid von Schönberg, Witwe des Siegfried von Schönberg, von Kurfürst Friedrich II. von Sachsen belehnt wird. Die Besiedlung erfolgte wahrscheinlich bereits im 13. Jahrhundert, Grund zu dieser Annahme liefert der am 15. Juli 1900 von einem Bauern beim Roden gefundene Münzschatz von 400 Meißner und Prager Silbergroschen. Mit der Reformation 1539 kam der Ort zur Parochie Sayda. August Schumann nennt 1814 im Staatslexikon von Sachsen Dittmannsdorf betreffend lediglich: 

„Es gehört schriftsässig zum Rittergute Pfafferoda, und hat eine Mühle am Bielabach.“

1824–26 wurde der Dittmannsdorfer Teich zur Wasserversorgung des Freiberger Bergbaus angelegt. In den folgenden Jahren wurden weitere Kunstgräben und Röschen zur Einbindung in die Revierwasserlaufanstalt Freiberg hergestellt. Am 4. März 1839 wurde im Rahmen der Landgemeindeordnung des Königreichs Sachsen erstmals ein Gemeinderat und Bürgermeister gewählt. Der Rat ließ ein Gemeindesiegel anfertigen, es zeigte ein über steiniges Gelände galoppierendes Ross. 1852 wurde das Schulgebäude errichtet, 1927 wurde dieses umgebaut und vergrößert.

Im Werk „Neue Sächsische Kirchengalerie“ heißt es Dittmannsdorf betreffend u. a.: 

„An Flächeninhalt umfaßt es 580 Hektar 29 Ar, worauf 12405,75 Steuereinheiten liegen, zählt 412 Einwohner, 20 Güter, 12 Wirtschaften 34 Häuser und hat eine Öl- und eine Mahlmühle, zwei bei Heidersdorf liegende Ziegeleien. Der 1825–1828 gegrabene, zum Teil auf Ullersdorfer Gebiet liegende 13¾ Acker große königliche Kunstteich hat einen sehenswerten Damm. Aus dem Teich fließt das Wasser erst ¼ Stunde in offenem Graben, dann in den Friedrich-Benno-Stollen, welcher in den 1843 und 1844 ganz neu angelegten und vergrößerten Bergwerksteich zu Dörnthal mündet, […]. Südlich vom Kunstteich mündet eine von den Röschen des großen Kunstgrabens, wodurch ihm Wasser aus dem oberen Flöhathale zugeführt wird […]. An der westlichen Seite des Teichdammes steht ein Kgl. Teichhaus, worin der beaufssichtigende Steiger seine Wohnung hat.“

Am 1. Januar 1994 wurde Dittmannsdorf nach Pfaffroda b. Sayda eingemeindet. Zum 1. Januar 1999 erfolgte der Zusammenschluss der bis dahin eigenständigen Gemeinden von Dörnthal, Hallbach und Pfaffroda b. Sayda zur Gemeinde Pfaffroda, Dittmannsdorf wurde ein Ortsteil der neuen Gemeinde.
Am 1. Januar 2017 wurde die Gemeinde Pfaffroda mit allen Ortsteilen in die Stadt Olbernhau eingemeindet.

## Entwicklung der Einwohnerzahl
| Jahr | Einwohnerzahl                           |
| ---- | --------------------------------------- |
| 1551 | 21 besessene Mann, 39 Inwohner          |
| 1764 | 20 besessene Mann, 12 Häusler, 11 Hufen |
| 1834 | 420                                     |
| 1871 | 472                                     |
| 1890 | 427                                     |

| Jahr | Einwohnerzahl |
| ---- | ------------- |
| 1910 | 410           |
| 1925 | 437           |
| 1939 | 429           |
| 1946 | 506           |
| 1950 | 497           |

| Jahr | Einwohnerzahl |
| ---- | ------------- |
| 1964 | 352           |
| 1990 | 271           |
| 1993 | 268           |